# Пажия
Пажия — река в России, протекает по территории Саминского сельского поселения Вытегорского района Вологодской области с востока на запад.
Устье реки находится в 4 км по левому берегу реки Самина, недалеко от деревень Лечино и Мишино. Длина реки составляет 16 км.

## Данные водного реестра
По данным государственного водного реестра России относится к Балтийскому бассейновому округу, водохозяйственный участок реки — Бассейн Онежского озера без рр. Шуя, Суна, Водла и Вытегра, речной подбассейн реки — Свирь (включая реки бассейна Онежского озера). Относится к речному бассейну реки Нева (включая бассейны рек Онежского и Ладожского озера).
Код объекта в государственном водном реестре — 01040100612102000017451.